# Zacorisca aglaocarpa
Zacorisca aglaocarpa är en fjärilsart som beskrevs av Edward Meyrick 1924. Zacorisca aglaocarpa ingår i släktet Zacorisca och familjen vecklare. Inga underarter finns listade i Catalogue of Life.